# Drosophila querubimae
Drosophila querubimae är en tvåvingeart som beskrevs av Vilela 1983. Drosophila querubimae ingår i släktet Drosophila och familjen daggflugor.
Artens utbredningsområde är Brasilien.